# 電磁戦隊メガレンジャーVSカーレンジャー
- スーパー戦隊シリーズ
  - 電磁戦隊メガレンジャー > 電磁戦隊メガレンジャーVSカーレンジャー
  - 激走戦隊カーレンジャー > 電磁戦隊メガレンジャーVSカーレンジャー

『電磁戦隊メガレンジャーVSカーレンジャー』は、1998年3月13日に発売された、東映・東映ビデオ制作のオリジナルビデオ作品。47分。

## 概要
スーパー戦隊シリーズ『電磁戦隊メガレンジャー』のオリジナルビデオ作品であり、シリーズ前作『激走戦隊カーレンジャー』とのクロスオーバー要素を盛り込んだスーパー戦隊OVシリーズ第3弾でもある。『メガレンジャー』テレビシリーズに比定すると、3学期に入った第46話以降、正体が一般に知られる第49話より前にあたると思われる。
作品内容としては物語の鍵を握る妖精ピコットの争奪戦、それに健太たち5人の卒業アルバムの集合写真撮影を巡るエピソードを主軸に据えつつ、高校生であるメガレンジャーの5人と、サラリーマンであるカーレンジャーの5人との対比が色濃く表れたものとなっている。また本作品では、シリーズ初の試みとしてOVシリーズならではのオリジナル要素のひとつとして、本作品のみのメガレンジャーの新装備である「メガテクター」も登場。オリジナル怪人の登場はシリーズ開始当初からあったものの、ヒーロー側のオリジナル装備などの登場は本作品が初のケースとなった。
『カーレンジャー』の敵だったボーゾック、それに仲間のシグナルマン、天馬親子、ラジエッタ、VRVマスターはカメオ出演に留まっており、本作品ではオリジナルの敵キャラクターとして、両戦隊の敵組織ではない未知の第三勢力である宇宙暴走族・ヘルメドーが登場する。

## あらすじ
諸星学園の卒業アルバム用集合写真の撮影が行われる日にもかかわらず、宇宙から飛来した謎の光を追って出撃したメガレンジャーは、光の正体である妖精ピコットを守って、宇宙暴走族ヘルメドーを撃退する。だが今度は、どう見ても高校生とは思えない5人組が学園に侵入し、ピコットを連れ去ろうとする。彼らカーレンジャーは、みんなで宇宙旅行できる車を妖精の力で出してもらおうと思っていた。
さらにネジレジアまでもがピコットを狙って参戦する。そこへダップが現れてピコットを預かるが、それはヘルメドーの変装だった。シボレナに洗脳されたカーレンジャーがメガレンジャーを足止めしている間に、ヘルメドーは願いの力でレーザー砲を手に入れるが、カニネジラーと仲間割れしてピコットを奪われる。カニネジラーの願いによって再生サイコネジラー軍団が出現し、メガレンジャーは窮地に陥る。
正気に戻ったカーレンジャーはピコットを取り戻すが、「自分たちの夢は自分たちで叶える」として最後の願いをメガレンジャーに譲る。妖精の力でメガテクターを装備したメガレンジャーはカーレンジャーと共に悪の勢力を打ち破り、地球での役目を終えたピコットは宇宙へと旅立っていく。
結局、撮影時間に戻れなかったメガレンジャー5人はそろって卒業写真に入れず欠席の丸窓扱いになってしまった。しかし、アルバムの写真の隣にはカーレンジャーやダップと夕日の海岸で撮った特別な記念写真があった。

## オリジナルキャラクター
宇宙妖精ピコット
宇宙からやってきた妖精。2億4,000年に一度、地球にやってくる。普段は貝殻の中に入っており、水（涙でも可）をかけて、頭を2回なでると、5つまで相手が望む願いをかなえてくれる。ピコット自身は優しい性格だが、願いの内容を選ぶことはできず、正しい手順に則っていれば悪い望みでもかなえてしまう。
劇中で叶えた願いとその主は、巨大なケーキ（みく）、カツ丼（恭介）、レーザー砲（ヘルメドー）、再生サイコネジラー軍団（カニネジラー）、メガテクター（健太）。
- デザインは下條美治が担当した。

カニネジラー
カニ型サイコネジラー。この世のすべてがネジレたネジレ世界にするのが目的で、ピコットの力を狙い、メガレンジャー・カーレンジャーに襲い掛かる。頑強な甲羅で覆われた全身は防御力が高く、カーレンジャーの攻撃を全く寄せ付けなかった。左手の大きなハサミから放つカニバブルが得意技。カニバブルを放つ左手からは高圧の水を放つことも出来、その能力でピコットに願いを叶えさせ、サイコネジラー軍団を復活させた。横歩きが習性。
協定を破ったヘルメドーとも戦いを繰り広げる。さらにレッドレーサーからピコットを脅し取ろうとするが、欺かれてカツ丼を受け取ってしまい、もたついている間に最後の願いをメガレンジャーに使われ、カーレンジャーのオートパニッシャー（レッドのみ）とフォーミュラーウエポン（フェンダーソード以外）による飛び道具攻撃に加え、メガレンジャーのレインボーインパルスを受けて敗れる。
ビビデビの力で巨大化した後の戦闘では、ウイングメガボイジャーのウインガースパルタンで倒された。
- デザインは下條美治が担当した。

宇宙暴走族ヘルメドー
宇宙暴走族の1人。自分専用のバイク・暴走マシンと剣、ショットガンを持ち、バイクでバリヤーを展開。自身の力でバイクごと巨大化することも可能。宇宙の刑務所惑星ジェイル星の宇宙刑務所に200年の間服役中だったが、その後脱獄した。ボーゾックとの関係性はないが、彼ら同様地球を「チーキュ」、変身前の健太たちを「一般市民」と呼んでいた。ピコットを手に入れ、自らが望む暴走族だらけの世界「暴走天国」を全宇宙に創造しようと企む。
野望を妨害しようとしたメガレンジャーと交戦。ドリルスナイパーカスタムやマルチアタックライフルをバイクに搭載されたバリヤー装置で無効化するも、メガシルバーの乱入で窮地に陥る。巨大化後の戦闘では、ギャラクシーメガと交戦して、バリアで優位に立つが、スーパーギャラクシーメガのガトリングブラスターでバイクのバリアを破壊されてしまい、止めを刺される直前に等身大に戻って撤退した。
その後、カーレンジャーの登場で作戦を練り直そうとしていたネジレジアを利用すべく彼らと手を組み、ダップに変装して、ピコットを奪取。最初の願いとして巨大レーザー砲を出現させて、ジェイル星を破壊するが、暴走天国を作るという最大の願いを言う前にカニネジラーにピコットを奪われる。ピコットを奪い返すべく、カニネジラーと対決するも力及ばず瀕死の状態となり、シボレナに洗脳される。以後はネジレジアの野望のため、ピコットを捜し求めるが、カニネジラーや再生サイコネジラー軍団と共に2大戦隊の連続攻撃に敗れる。
ビビデビの巨大化ウイルスを注入されて行った2度目の巨大戦では、ジェイル星を消滅させたレーザー砲でメガボイジャーとRVロボを消滅させようとするが、メガウインガーのウインガーキャノンでレーザー砲を消滅させられ、最期はRVロボのRVソード・激走斬りによって倒された。
- デザインは野崎明が担当した。テレビシリーズでのボーゾックと異なり暴走族が直接のモチーフとなっている。ワイルドで一匹狼の荒れくれ者のようなフォルムでまとめ、刑務所の脱獄囚であることから、それなりのダメージ感を体に残しつつ、漆黒のレザーコスチュームで「暴走天国」を追い求めるタフガイさを象徴している。

再生サイコネジラー軍団
カニネジラーの願いにより、ピコットが再生させたサイコネジラーたち。トカゲネジラー、コンドルネジラー、ライオンネジラー、ヤマアラシネジラー、カマキリネジラーの5体が復活した。再生しても能力は衰えておらず、最初はメガレンジャーを圧倒し、窮地に陥れるが、メガレンジャーがメガテクターを纏い、カーレンジャーとも共闘したことで形勢が逆転。カニネジラーとヘルメドー同様に2大戦隊の連続攻撃で倒される。

## 装備・戦力
メガテクター
みくの涙と健太の「オレたちに新しい力を、戦うための力をくれ!」の願いに応えたピコットが出現させたパワーアップアイテムで、メガレンジャー用の金色の強化装甲。胴体・肩・手首・手に装備。パワー、スピード、ジャンプといった各種能力が数倍にパワーアップ。
メガテクターを用いての技は体当たりのテクタークラッシュ（メガイエローとメガピンクが同時に使用）、全員で光の弾丸と化して体当たりするレインボーインパルス。
マーキング弾
メガスリングから発射する。打ち込んだ相手を追跡する機能がある。

## スタッフ
- 原作：八手三郎
- 連載：テレビマガジン、てれびくん
- プロデューサー：加藤和夫、髙寺成紀、武部直美（東映）、
- 脚本：荒川稔久
- 音楽：奥慶一、佐橋俊彦
- アクション監督：竹田道弘（ジャパンアクションクラブ）
- 監督：田﨑竜太
- 撮影：いのくままさお
- 計測：内田正司
- 助監督：中沢祥次郎
- 特撮監督：佛田洋
- 製作：東映、東映ビデオ

## キャスト
- 伊達健太 / メガレッド：大柴邦彦
- 遠藤耕一郎 / メガブラック：江原淳史
- 並樹瞬 / メガブルー：松風雅也
- 城ヶ崎千里 / メガイエロー：田中恵理
- 今村みく / メガピンク：東山麻美
- 早川裕作 / メガシルバー：金井茂
- 陣内恭介 / レッドレーサー：岸祐二
- 土門直樹 / ブルーレーサー：増島愛浩
- 上杉実 / グリーンレーサー：福田佳弘
- 志乃原菜摘 / イエローレーサー：本橋由香
- 八神洋子 / ピンクレーサー：来栖あつこ
- 久保田博士：斎藤暁
- 大岩先生：野添義弘
- 健太の父：高月忠
- 健太の母：大井小町
- Dr.ヒネラー：森下哲夫
- シボレナ：城麻美

### 声の出演
- ユガンデ：鈴置洋孝
- ビビデビ：関智一
- ダップ：まるたまり
- ヘルメドー：加藤精三
- カニネジラー：桑原たけし
- ピコット：山田ふしぎ
- 再生カマキリネジラー、他：塩野勝美[12]（ノンクレジット）

### スーツアクター
- 横山一敏
- 岡元次郎
- メガブルー[13] - 高岩成二
- 蜂須賀祐一
- 神尾直子
- 日下秀昭
- 竹内康博

## 音楽
主題歌
オープニングテーマ「電磁戦隊メガレンジャー」
作詞：八手三郎 / 作曲・編曲：奥慶一 / 歌：風雅なおと
歌詞は2番を使用。
エンディングテーマ「気のせいかな」
作詞：八手三郎 / 作曲・編曲：鷹虎 / 歌：風雅なおと
挿入歌
いずれもノンクレジット。
「Don't Stop! メガシルバー」
インストゥルメンタル版が使用された。
「MEGARANGER "THE CYBERDELIX"」
英作詞：T-CRANE / 作曲・編曲：奥慶一 / 歌：MEGA MICKEY

## メディア
- 1998年3月13日：VHSレンタル開始。
- 1998年3月21日：レーザーディスク発売。
- 1998年7月21日：VHS発売。
- 2001年3月21日：DVD発売[14]。
- 2016年3月23日：ブルーレイディスク発売（スーパー戦隊 V CINEMA&THE MOVIE Blu-ray BOX 1996‐2005に収録）。
- 2019年2月6日：ブルーレイディスク分割発売開始（スーパー戦隊 V CINEMA&THE MOVIE Blu-ray 1996‐1998に収録）。